# George Whitefield Chadwick
George Whitefield Chadwick (Lowell, 13 novembre 1854 – 4 aprile 1931) è stato un compositore statunitense.

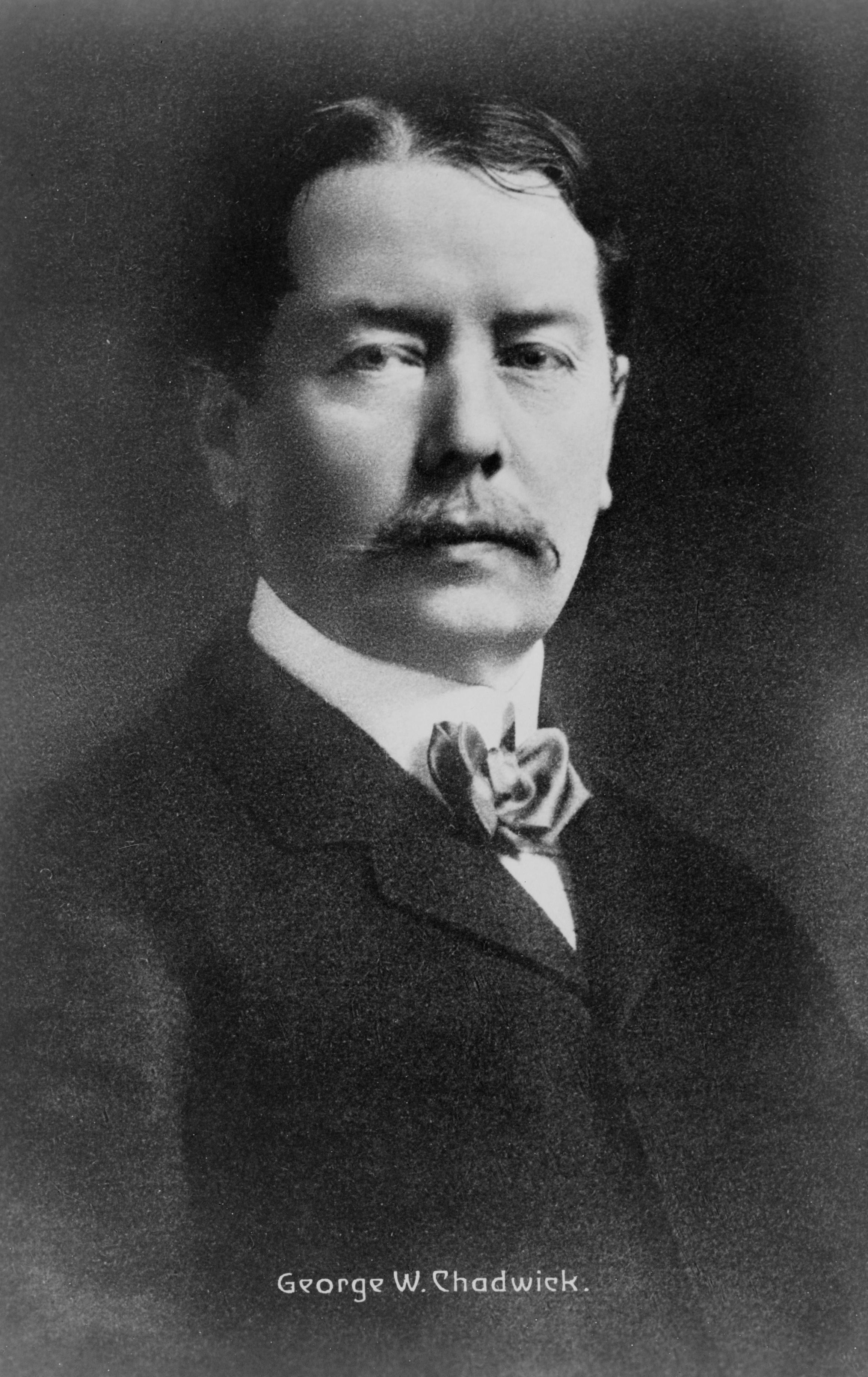
George W. Chadwick

Con Horatio Parker e Edward MacDowell, fu un compositore rappresentativo di quella che fu definita la New England School of American composers del tardo XIX secolo, generazione precedente a Charles Ives. Le composizioni di Chadwick erano influenzate dal realismo. Molti considerano la sua musica come apportatrice di uno stile prettamente americano. I suoi lavori comprendono diverse opere, tre sinfonie, cinque quartetti d'archi, poemi sinfonici, musiche di scena, canzoni, corali e inni.  Con un gruppo di altri compositori, collettivamente noto come Boston Six, Chadwick promosse l'esecuzione di musiche di autori statunitensi nei programmi delle orchestre americane. Gli altri componenti del gruppo erano Amy Beach, Arthur Foote, Edward MacDowell, John Knowles Paine e Horatio Parker.

## Biografia
Nato in una regione rurale del Massachusetts, Chadwick ricevette alcune elementari nozioni di organo dal suo fratello maggiore, Fitz Henry. Sviluppò sin da adolescente un carattere indipendente. Abbandonate le scuole superiori nel 1871, Chadwick si occupò per poco di assicurazioni collaborando con il padre.  Ciò gli consentì di andare a Boston ed in altre città, dove ebbe modo di assistere a concerti ed altri eventi culturali che lo indirizzarono verso il mondo dell'arte.
Chadwick entrò al New England Conservatory, come "studente particolare", nel 1872, dove poté studiare senza l'obbligo di possedere particolari titoli. Egli affrontò gli studi con grande determinazione e ne trasse notevoli frutti. Studiò organo con George E. Whiting (1840-1923), pianoforte con Carlyle Petersilea (1844-1903), e teoria musicale con Stephen A. Emery (1841-1891), tutti insegnanti di gran fama nella scena musicale della Boston del tempo.
Nel 1876, Chadwick accettò un posto di insegnante all'Olivet College e venne subito apprezzato per le sue capacità. Mentre era all'Olivet, fondò la Music Teachers National Association. Le prime evidenze sulle sue capacità compositive emersero in quel periodo, con l'esecuzione del suo Canone in mi-bemolle datato 6 novembre 1876.
Pensò allora che la sua carriera negli Stati Uniti sarebbe stata limitata senza ulteriori studi in Europa e pertanto decise di recarvisi. Si trasferì in Germania a Lipsia dove studiò al Felix Mendelssohn College of Music and Theatre con Carl Reinecke (1824-1910) e Salomon Jadassohn (1830-1902).
Dopo due anni di studio a Lipsia, Chadwick girò per l'Europa con un gruppo di artisti che egli chiamò "Duveneck Boys".
Quindi perfezionò gli studi di composizione con Josef Rheinberger (1839-1901) alla Hochschule für Musik a Monaco di Baviera.
Tornato a Boston venne nominato direttore del New England Conservatory ed iniziò a comporre musiche di ogni genere: opere, musica da camera, corali, e canzoni, anche se egli ebbe particolare affinità con la musica orchestrale. La sua musica può essere catalogata in quattro grandi periodi:
1. Periodo formativo, 1879-1894;
2. Americanismo/Modernismo, 1895-1909;
3. Periodo drammatico, 1910-1918;
4. Anni della riflessione, 1919-1931.